# Šinjó (1943)
Šinjó (japonsky: 神鷹) byla eskortní letadlová loď japonského císařského námořnictva z doby druhé světové války. Vznikla přestavbou velké pasažérské lodě. Ve službě byla v letech 1943–1944. Dne 17. listopadu 1944 byla potopena zásahem čtyř torpéd vypuštěných americkou ponorkou USS Spadefish (SS-411).

## Stavba
Plavidlo bylo postaveno německou loděnicí DeSchiMAG v Brémách jako pasažérská loď Scharnhorst (18 184 BRT) společnosti Norddeutscher Lloyd. Stavba byla zahájena roku 1933, v prosinci 1934 byla loď spuštěna na vodu a v roce 1935 zahájila provoz. Po vypuknutí druhé světové války plavidlo uvázlo v Kobe. Japonské námořnictvo jej v roce 1942 koupilo se záměrem využívat jej jako vojenský transport. Po ztrátě čtyř letadlových lodí v bitvě u Midway však bylo rozhodnuto o přestavbě na letadlovou loď. Přestavbu provedla v letech 1942–1943 loděnice v Kure. Do služby loď vstoupila 15. prosince 1943.

## Konstrukce
Plavidlo mělo průběžnou letovou palubu s doprava skloněným komínem. S hangárem byla spojena dvojicí výtahů. Neseno mohlo být až 33 letounů. Neneslo pancéřování, ale bylo vybaveno protitorpédovou obšívkou. Výzbroj tvořilo osm 127mm kanónů typu 89 a třicet 25mm kanónů typu 96. Během služby byla protiletadlová výzbroj posílena o dalších dvacet 25mm kanónů. Pohonný systém tvořily čtyři kotle Schichau a dvě parní turbíny AEG o výkonu 26 000 hp, pohánějící dva lodní šrouby. Nejvyšší rychlost dosahovala 22 uzlů.